# Freden i Wien (1864)
 For alternative betydninger, se Freden i Wien. (Se også artikler, som begynder med Freden i Wien)
 Der er for få eller ingen kildehenvisninger i denne artikel, hvilket er et problem. Du kan hjælpe ved at angive troværdige kilder til de påstande, som fremføres i artiklen.

Freden i Wien afsluttede 2. Slesvigske Krig i 1864. Ved freden den 30. oktober 1864 afstod Danmark hertugdømmerne Slesvig, Holsten og Lauenborg til sejrherrerne Preussen og Østrig. Dermed gik næsten 40 procent af den danske helstat tabt og omkring 200.000 dansksindede i Slesvig (ud af cirka 400.000) kom under tysk herredømme. Slesvig havde før været et dansk rigs- og kongelen, mens Holsten og Lauenborg var medlemmer af det Tyske Forbund regeret af den danske konge i sin egenskab af hertug. Med Wienertraktaten blev overhøjheden for Slesvig og Holsten overført til et preussisk-østrigsk kondominat.
Fredsaftalen var et resultat af Danmarks nederlag i 2. Slesvigske Krig og især af den store nederlag ved Dybbøl den 18. april 1864. En forudgående fredskonference i London i juni 1864, hvor en deling af Slesvig blev drøftet, endte uden en løsning - ikke mindst fordi Danmark og Preussen ikke kunne enes om den fremtidige grænseforløb. Efter sammenbrud af forhandlingerne i London havde Danmark faktisk ikke flere optioner. I denne situation valgte den danske regering at indgå en en foreløbig fredsaftale den 1. august 1864.
Den endelige grænsedragning blev sammen med resten af traktaten forhandlet under fredsforhandlingerne i Wien i oktober måned. I fredstraktakten blev der aftalt et udveksling af områder, så de kongerigske enklaver blev overført til Slesvig og dermed til preussen-østrig. Til gengæld blev Ribe Herred, Nørre Tyrstrup Herred og Ærø overført fra Slesvig til kongeriget. Desuden blev det muligt for indbyggerne i de afståede områder at beholde deres danske indfødsret og blive boende i deres hjemstavn, hvis de ikke faldt til besvær. Da mange frem til afslutningen af den fransk-tyske krig i 1871 regnede med en ny krig mellem Danmark og Tyskland, valgte mange i de afståede områder at optere til fordel for Danmark. De dansksindede sønderjyder ønskede ikke at kæmpe mod deres landsmænd i en eventuel ny dansk-tysk krig. Denne bestemmelse medførte dog senere mange problemer for de danske optanter syd for den nye grænse og senere også for deres statsløse børn. Det gav gnidninger, som det trods forhandlinger mellem Danmark og Tyskland aldrig lykkedes at finde en endelig løsning på. Dog blev gnidningerne mindre efter Optant-konventionen i 1907.
Først ved freden i Saint-Germain-en-Laye den 10. september 1919 gav Østrig i traktatens artikel 85 afkald på sine rettigheder i det tidligere hertugdømme Slesvig. Ved Trianon-traktaten den 4. juni 1920 gav også Ungarn i traktatens artikel 69 tilsvarende afkald på sine rettigheder i Slesvig.

## Ekstern kilde
- Fredstraktaten mellem Danmark, Preussen og Østrig af 30. oktober 1864 (fransk og tysk)